# Lemma della farfalla
Il lemma della farfalla è un risultato utilizzato nell'algebra.
Siano {\displaystyle U} e {\displaystyle V} due sottogruppi di un gruppo {\displaystyle G}, siano {\displaystyle H} e {\displaystyle K} sottogruppi normali di {\displaystyle U} e {\displaystyle V} rispettivamente, allora:
1. {\displaystyle H(U\cap K)} è normale in {\displaystyle H(U\cap V)}
2. {\displaystyle (H\cap V)K} è normale in {\displaystyle (U\cap V)K}

I gruppi quozienti inoltre risultano isomorfi:
{\displaystyle H(U\cap V)/H(U\cap K)\cong (U\cap V)K/(H\cap V)K}

## Dimostrazione
Una possibile dimostrazione del Lemma è:
Si verifica che {\displaystyle H(U\cap K)} è normale in {\displaystyle H(U\cap V)}.
Si può osservare che {\displaystyle U\cap K} è normale in {\displaystyle U\cap V}, infatti {\displaystyle \forall k\in U\cap K} e {\displaystyle \forall v\in U\cap V} si ha:
{\displaystyle {\begin{cases}vkv^{-1}\in K,&{\text{perché}}\ K\ {\text{è normale in}}\ V,\\vkv^{-1}\in U,&{\text{perché}}\ k,v\in U.\end{cases}}\implies vkv^{-1}\in U\cap K}.
Poiché ogni gruppo ė normale in sé si ha che {\displaystyle H(U\cap K)} ė normale in {\displaystyle H(U\cap V)}.
Si verifica che {\displaystyle (H\cap V)K} è normale in {\displaystyle (U\cap V)K}.
Si può osservare che {\displaystyle H\cap V} è normale in {\displaystyle U\cap V}. Infatti, {\displaystyle \forall k\in H\cap V} e {\displaystyle \forall v\in U\cap V}, si ha:
{\displaystyle {\begin{cases}vkv^{-1}\in U,&{\text{perché}}\ H\ {\text{è normale in}}\ U,\\vkv^{-1}\in V,&{\text{perché}}\ k,v\in V.\end{cases}}\implies vkv^{-1}\in H\cap V.}
Poiché ogni gruppo ė normale in sé si ha che {\displaystyle (H\cap V)K} è normale in {\displaystyle (U\cap V)K}.

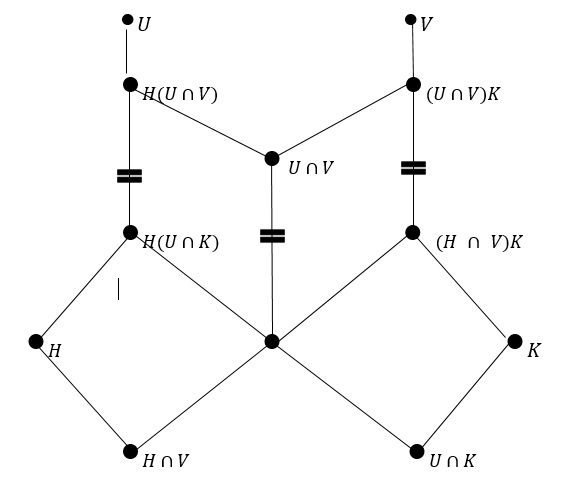

La combinazione di gruppi e gruppi quoziente diventa chiara quando la visualizziamo nel diagramma di sottogruppi che dà il nome al Lemma:
Nel diagramma sono dati {\displaystyle H,K,U,V,} tutti gli altri punti del diagramma corrispondono a certi gruppi che si possono determinare nel modo seguente:
• L'intersezione di due segmenti che vanno verso il basso corrispondono all'intersezione di gruppi;
• L'intersezione di due linee che vanno verso l'alto corrisponde al prodotto.
Consideriamo i due parallelogrammi che formano le ali della farfalla, otteniamo l'isomorfismo dei gruppi quoziente come segue:
{\displaystyle (H(U\cap V))/(H(U\cap K))(U\cap V)/((H\cap V)(U\cap K))\cong (U\cap V)K/(H\cap V)K}
Infatti il lato in comune ai due parallelogrammi ha come punto iniziale {\displaystyle U\cap V},
e come punto finale {\displaystyle (H\cap V)(U\cap K)}. Si ha l'isomorfismo:
{\displaystyle (H(U\cap V))/(H(U\cap K))\cong (U\cap V)/((H\cap V)(U\cap K))}
Applicando il teorema di isomorfismo:
{\displaystyle G/((G\cap N))\cong GN/N},
Con {\displaystyle G=U\cap V} e {\displaystyle N=H(U\cap K)}.
Questo dà l'isomorfismo di sinistra.
L'isomorfismo di destra si ottiene per simmetria.
Da cui {\displaystyle (H(U\cap V))/(H(U\cap K))\cong (U\cap V)K/(H\cap V)K}.
Q.E.D.